# José Luis Fernández Manzanedo
José Luis Fernández Manzanedo est un footballeur espagnol, né le 10 février 1956 à Burgos. Il évolue au poste de gardien de but du début des années 1970 à la fin des années 1980. Il joue notamment au Burgos CF et au Valence FC avec qui il remporte la Coupe d'Europe des vainqueurs de coupe en 1980.
Il compte une sélection en équipe d'Espagne.

## Biographie
En tant que gardien de but, José Luis Fernández Manzanedo est international espagnol à une seule occasion, le 21 septembre 1977, à Berne, contre la Suisse. Il rentre en tant que remplaçant de Luis Arconada à la 46e minute, et il n'encaisse aucun but. L'Espagne remporte le match (2-1).
Il joue dans différents clubs espagnols (Burgos CF,, Valence FC, Real Valladolid, Sabadell et Cultural Leonesa), remportant une D2 en 1976, une Coupe du Roi en 1979, une C2 en 1980 et la Supercoupe de l'UEFA la même année. Il est récompensé du Trophée Zamora en 1979 (en encaissant 26 buts en 25 matchs).

## Carrière
- 1973-1977 : Burgos CF
- 1977-1985 : Valence FC
- 1985-1986 : Real Valladolid
- 1986-1988 : Sabadell
- 1988 : Cultural Leonesa

## Palmarès
- Championnat d'Espagne de football D2
  - Champion en 1976
- Coupe d'Espagne de football
  - Vainqueur en 1979
- Coupe d'Europe des vainqueurs de coupe
  - Vainqueur en 1980
- Supercoupe de l'UEFA
  - Vainqueur en 1980
- Trophée Zamora
  - Récompensé en 1979